# X Factor 2014 (Danmark)
X Factor 2014 var 7. sæson af talentkonkurrencen X Factor. Sæsonen havde premiere den 3. januar 2014 på DR1. Thomas Blachman var den eneste dommer fra den forrige sæson efter Ida Corr og Anne Linnet forlod dommertrioen og blev erstattet af originale dommere Lina Rafn og Remee. Eva Harlou erstattede Signe Molde som vært. Thomas Blachman var dommer ligesom de tre forrige sæsoner (og for sjette gang i alt). Det er første gang siden X Factor 2009 den oprindelige dommertrio er samlet. Det er også første gang siden X Factor 2009 at Lina Rafn er med og første gang siden X Factor 2010 at Remee er med.

## Konkurrencens forløb
Dommertrioen bestod af komponist Thomas Blachman, der har været med i seks sæsoner, Infernal-sangerinde Lina Rafn, der var dommer i sæson 1-2, og producer Remee, der var dommer i sæson 1-3. Værten var Eva Harlou, der erstattede Signe Molde. Xtra Factor med Emil Thorup som vært vendte ikke tilbage i denne sæson.
Konkurrencen bestod af auditions i Århus og København, superbootcamp, bootcamp og live shows. I modsætning til foregående sæsoner foregik auditions uden publikum, som det var tilfældet under sæson 1 til 3. Vinderen af X Factor er ikke som tidligere sikret en pladekontrakt med Sony Music. I stedet var præmien en indspilning af en ep med den amerikanske producer John Shanks, og et 10 ugers forløb med professionelle fra musikbranchen.
Thomas Blachman fik hjælp ved bootcamp af Lennart Ginman og Carsten Dahl, Lina Rafn fik hjælp af Patrick Spiegelberg og Jonas Worup, og Remee fik hjælp af Chief 1.
Ved finalen optrådte de tre finalister med hver deres vindersingle. Henriette Haubjergs vindersingle, "Oblivion" er skrevet af Thomas G:son og Frederik Tao Nordsø Schjoldan. Lucy Mardous vindersingle, "The Switch" er skrevet af Remee S. Jackman, Chief 1, Corey Chorus, og Lucy Mardou. Anthony Jasmins vindersingle, "Do Ya" er skrevet af Thor Nørgaard, Mads Møller, Engelina Andrina Larsen, og Hanguaq David Lumholt Hakseberg.

## Finalister
– Vinder
     – Andenplads
     – Trejdeplads
     – Udstemt
| Kategori (mentor)  | Artist         | Artist             | Artist            | Artist |
| ------------------ | -------------- | ------------------ | ----------------- | ------ |
| Under 23 (Rafn)    | Fie Winther    | Henriette Haubjerg | Mathias Chrøis    |        |
| Over 23 (Remee)    | Lucy Mardou    | Pernille Nordtorp  | Steffen Gilmartin |        |
| Grupper (Blachman) | Anthony Jasmin | lickety-split      | ManBand           |        |

## Live shows

### Statistik
Farvekoder:
| – | Lina Rafn som mentor (Under 23)      |
| – | Thomas Blachman som mentor (Grupper) |
| – | Remee som mentor (Over 23)           |

| – | Vinder                                                                            |
| – | Andenplads                                                                        |
| – | Deltageren var blandt de to med laveste stemmer, og skulle synge igen i farezonen |
| – | Deltageren blev råbt op som værende gået videre (vilkårlig rækkefølge)            |
| – | Deltageren fik færrest seerstemmer og blev som følge heraf stemt ud               |

| Deltager           | Deltager           | Uge 1                            | Uge 2                       | Uge 3                           | Uge 4                                | Uge 5                       | Uge 6 | Uge 7 | Uge 7 |
| Deltager           | Deltager           | Uge 1                            | Uge 2                       | Uge 3                           | Uge 4                                | Uge 5                       | Uge 6 | 1. runde | 2. runde |
| ------------------ | ------------------ | -------------------------------- | --------------------------- | ------------------------------- | ------------------------------------ | --------------------------- | --- | --- | --- |
| 1                  | Anthony Jasmin     | 6. 9,13%                         | 5. 10.42%                   | 1. 22.65%                       | 1. 21.81%                            | 2. 21.71%                   | 2. 26.93% | 2. 37.46% | Vindere 54,40% |
| 2                  | Lucy Mardou        | 1. 24.02%                        | 1. 26.90%                   | 2. 20.01%                       | 3. 17.60%                            | 1. 25.68%                   | 1. 33.23% | 1. 38.51% | Andenplads 45.60% |
| 3                  | Henriette Haubjerg | 4. 12.59%                        | 4. 11.04%                   | 6. 10.24%                       | 2. 20.22%                            | 5. 17.01%                   | 3. 20.45% | 3. 24.03% | Udstemt (Uge 7) |
| 4                  | Pernille Nordtorp  | 9. 4.68%                         | 2. 15.04%                   | 4. 11.85%                       | 5. 14.69%                            | 3. 18.06%                   | 4. 19.39% | Udstemt (Uge 6) | Udstemt (Uge 6) |
| 5                  | ManBand            | 2. 14.29%                        | 3. 14.26%                   | 3. 17.85%                       | 4. 15.90%                            | 4. 17.53%                   | Udstemt (Uge 5) | Udstemt (Uge 5) | Udstemt (Uge 5) |
| 6                  | Steffen Gilmartin  | 3. 13.64%                        | 6. 8.82%                    | 5. 10.42%                       | 6. 9.79%                             | Udstemt (Uge 4)             | Udstemt (Uge 4) | Udstemt (Uge 4) | Udstemt (Uge 4) |
| 7                  | Fie Winther        | 5. 9.49%                         | 8. 6.58%                    | 7. 6.97%                        | Udstemt (Uge 3)                      | Udstemt (Uge 3)             | Udstemt (Uge 3) | Udstemt (Uge 3) | Udstemt (Uge 3) |
| 8                  | Mathias Chrøis     | 7. 7.46%                         | 7. 6.94%                    | Udstemt (Uge 2)                 | Udstemt (Uge 2)                      | Udstemt (Uge 2)             | Udstemt (Uge 2) | Udstemt (Uge 2) | Udstemt (Uge 2) |
| 9                  | lickety-split      | 8. 4.71%                         | Udstemt (Uge 1)             | Udstemt (Uge 1)                 | Udstemt (Uge 1)                      | Udstemt (Uge 1)             | Udstemt (Uge 1) | Udstemt (Uge 1) | Udstemt (Uge 1) |
|                    |                    |                                  |                             |                                 |                                      |                             | | | |
| Laveste stemmer    | Laveste stemmer    | lickety-split, Pernille Nordtorp | Fie Winther, Mathias Chrøis | Fie Winther, Henriette Haubjerg | Pernille Nordtorp, Steffen Gilmartin | Henriette Haubjerg, ManBand | Ingen dommerstemmer eller deltagere i farezone: Det er alene offentlige stemmer der afgør, hvem der bliver elimineret, og hvem der i sidste ende vinder. | Ingen dommerstemmer eller deltagere i farezone: Det er alene offentlige stemmer der afgør, hvem der bliver elimineret, og hvem der i sidste ende vinder. | Ingen dommerstemmer eller deltagere i farezone: Det er alene offentlige stemmer der afgør, hvem der bliver elimineret, og hvem der i sidste ende vinder. |
| Remee stemte ud    | Remee stemte ud    | lickety-split                    | Fie Winther                 | Fie Winther                     | Steffen Gilmartin                    | ManBand                     | Ingen dommerstemmer eller deltagere i farezone: Det er alene offentlige stemmer der afgør, hvem der bliver elimineret, og hvem der i sidste ende vinder. | Ingen dommerstemmer eller deltagere i farezone: Det er alene offentlige stemmer der afgør, hvem der bliver elimineret, og hvem der i sidste ende vinder. | Ingen dommerstemmer eller deltagere i farezone: Det er alene offentlige stemmer der afgør, hvem der bliver elimineret, og hvem der i sidste ende vinder. |
| Rafn stemte ud     | Rafn stemte ud     | lickety-split                    | Mathias Chrøis              | Fie Winther                     | Pernille Nordtorp                    | ManBand                     | Ingen dommerstemmer eller deltagere i farezone: Det er alene offentlige stemmer der afgør, hvem der bliver elimineret, og hvem der i sidste ende vinder. | Ingen dommerstemmer eller deltagere i farezone: Det er alene offentlige stemmer der afgør, hvem der bliver elimineret, og hvem der i sidste ende vinder. | Ingen dommerstemmer eller deltagere i farezone: Det er alene offentlige stemmer der afgør, hvem der bliver elimineret, og hvem der i sidste ende vinder. |
| Blachman stemte ud | Blachman stemte ud | Pernille Nordtorp                | Mathias Chrøis              | Henriette Haubjerg              | Steffen Gilmartin                    | Henriette Haubjerg          | Ingen dommerstemmer eller deltagere i farezone: Det er alene offentlige stemmer der afgør, hvem der bliver elimineret, og hvem der i sidste ende vinder. | Ingen dommerstemmer eller deltagere i farezone: Det er alene offentlige stemmer der afgør, hvem der bliver elimineret, og hvem der i sidste ende vinder. | Ingen dommerstemmer eller deltagere i farezone: Det er alene offentlige stemmer der afgør, hvem der bliver elimineret, og hvem der i sidste ende vinder. |
| Udstemt            | Udstemt            | lickety-split Niendeplads        | Mathias Chrøis Ottendeplads | Fie Winther Syvendeplads        | Steffen Gilmartin Sjetteplads        | ManBand Femteplads          | Pernille Nordtorp Fjerdeplads | Henriette Haubjerg Tredjeplads | Lucy Mardou Andenplads |
| Udstemt            | Udstemt            | lickety-split Niendeplads        | Mathias Chrøis Ottendeplads | Fie Winther Syvendeplads        | Steffen Gilmartin Sjetteplads        | ManBand Femteplads          | Pernille Nordtorp Fjerdeplads | Henriette Haubjerg Tredjeplads | Anthony Jasmin Vindere |
| Kilde              | Kilde              | [ 6 ]                            | [ 7 ]                       | [ 8 ]                           | [ 9 ]                                | [ 10 ]                      | [ 11 ] | [ 12 ] | [ 13 ] |

### Live shows

#### Uge 1 (14. februar)
- Tema: Signatur

| Rækkefølge | Artist             | Sang (original kunstner)                                  | Resultat     | Stemmetal |
| ---------- | ------------------ | --------------------------------------------------------- | ------------ | --------- |
| 1          | Pernille Nordtorp  | "Blue Jeans" (Lana Del Rey)                               | I farezonen  | 7.002     |
| 2          | lickety-split      | "La La La" (Naughty Boy featuring Sam Smith)              | Stemt ud     | 7.057     |
| 3          | Mathias Chrøis     | "Sig det" (De Dødelige)                                   | Stemt Videre | 11.167    |
| 4          | ManBand            | "Do You Realize??" (The Flaming Lips)                     | Stemt Videre | 21.396    |
| 5          | Fie Winther        | "Nightcall" (Kavinsky featuring Lovefoxxx)                | Stemt Videre | 14.211    |
| 6          | Lucy Mardou        | "Colors" (Laleh)                                          | Stemt Videre | 35.970    |
| 7          | Anthony Jasmin     | "Brother Where Are You" (Oscar Brown, Jr.)                | Stemt Videre | 13.676    |
| 8          | Steffen Gilmartin  | "Fred" (Bo Evers)                                         | Stemt Videre | 20.435    |
| 9          | Henriette Haubjerg | "Running to the Sea" (Röyksopp featuring Susanne Sundfør) | Stemt Videre | 18.855    |

Dommerne stemte ud
- Blachman: Pernille Nordtorp
- Remee: lickety-split
- Rafn: lickety-split

#### Uge 2 (21. februar)
- Tema: Dansk[15]
- Gæsteartist: Shaka Loveless ("Dengang du græd" og "2 mod verden")[16]

| Rækkefølge | Artist             | Sang (original kunstner)                                  | Resultat     | Stemmetal |
| ---------- | ------------------ | --------------------------------------------------------- | ------------ | --------- |
| 1          | Fie Winther        | "Landet" (Marie Key)                                      | I farezonen  | 9.564     |
| 2          | Steffen Gilmartin  | "Pandora" (Magtens Korridorer)                            | Stemt Videre | 12.811    |
| 3          | Anthony Jasmin     | "Hos mig igen" (When Saints Go Machine-version af Xander) | Stemt Videre | 15.143    |
| 4          | Mathias Chrøis     | "Veninder" (Niklas)                                       | Stemt ud     | 10.084    |
| 5          | Pernille Nordtorp  | "Ridset i panden" (Nikolaj Nørlund)                       | Stemt Videre | 21.844    |
| 6          | Henriette Haubjerg | "Du og jeg" (Nordstrøm)                                   | StemtVidere  | 16.045    |
| 7          | ManBand            | "Snehvidekys" (Burnin Red Ivanhoe & Povl Dissing)         | Stemt Videre | 20.714    |
| 8          | Lucy Mardou        | "Kringsat af fjender" (Kim Larsen)                        | Stemt Videre | 39.078    |

Dommerne stemte ud
- Blachman: Mathias Chrøis
- Remee: Fie Winther
- Rafn: Mathias Chrøis

#### Uge 3 (28. februar)
- Tema: Top 40 hits[17]

| Rækkefølge | Artist             | Sang (original kunstner)                               | Resultat     | Stemmetal |
| ---------- | ------------------ | ------------------------------------------------------ | ------------ | --------- |
| 1          | Steffen Gilmartin  | "Ho Hey" (The Lumineers)                               | Stemt Videre | 15.023    |
| 2          | Henriette Haubjerg | "Wrecking Ball" (Miley Cyrus)                          | I farezonen  | 14.766    |
| 3          | ManBand            | "Hey Brother" (Avicii)                                 | Stemt Videre | 25.730    |
| 4          | Lucy Mardou        | "Somewhere Only We Know" (Lily Allen-version af Keane) | Stemt Videre | 28.845    |
| 5          | Fie Winther        | "Burn" (Ellie Goulding)                                | Stemt ud     | 10.053    |
| 6          | Pernille Nordtorp  | "Holy Grail" (Jay-Z featuring Justin Timberlake)       | Stemt Videre | 17.075    |
| 7          | Anthony Jasmin     | "Happy" (Pharrell Williams)                            | Stemt Videre | 32.644    |

Dommerne stemte ud
- Blachman: Henriette Haubjerg
- Remee: Fie Winther
- Rafn: Fie Winther

#### Uge 4 (7. marts)
- Tema: Melodi Grand Prix[18]

| Rækkefølge | Artist             | Sang (original kunstner)                        | Resultat     | Stemmetal |
| ---------- | ------------------ | ----------------------------------------------- | ------------ | --------- |
| 1          | Lucy Mardou        | "Nocturne" / "Satellite" (Secret Garden / Lena) | Stemt Videre | 26.429    |
| 2          | Steffen Gilmartin  | "What's Another Year" (Johnny Logan)            | Stemt ud     | 14.698    |
| 3          | Henriette Haubjerg | "Danse i måneskin" (Trine Dyrholm)              | Stemt Videre | 30.366    |
| 4          | Anthony Jasmin     | "To lys på et bord" (Otto Brandenburg)          | Stemt Videre | 32.761    |
| 5          | Pernille Nordtorp  | "Divine" (Sébastien Tellier)                    | I farezonen  | 22.058    |
| 6          | ManBand            | "Save Your Kisses for Me" (Brotherhood of Man)  | Stemt Videre | 23.874    |

Dommerne stemte ud
- Rafn: Pernille Nordtorp
- Blachman: Steffen Gilmartin
- Remee: Steffen Gilmartin

#### Uge 5 (14. marts)
- Tema: Britiske Beats[19]
- Gæsteartist: John Newman ("Love Me Again")[19]

| Rækkefølge | Artist             | Sang (original kunstner) | Resultat     | Stemmetal |
| ---------- | ------------------ | --- | ------------ | --------- |
| 1          | ManBand            | "Don't Talk Just Kiss" (Right Said Fred) | Stemt ud     | 26.465    |
| 2          | Henriette Haubjerg | "Wonderful Life" (Hurts) | I farezonen  | 25.670    |
| 3          | Lucy Mardou        | "Bohemian Rhapsody" / "Black Skinhead" / "London Calling" / "Eleanor Rigby / "Chase the Devil" (Queen / Kanye West / The Clash / The Beatles / Max Romeo and The Upsetters) | Stemt Videre | 38.763    |
| 4          | Anthony Jasmin     | "Latch" (Disclosure featuring Sam Smith) | Stemt Videre | 32.767    |
| 5          | Pernille Nordtorp  | "Smooth Operator" (Sade) | Stemt Videre | 27.262    |

Dommerne stemte ud
- Rafn: ManBand
- Blachman: Henriette Haubjerg
- Remee: ManBand

#### Uge 6 (21. marts)
- Tema: Fødeår; vindersang[20]
- Gæsteartist: Chresten ("Hanging My Youth Out")

| Rækkefølge | Artist             | Første runde (Fødeår) (original kunstner)   | Rækkefølge | Anden runde (Vindersang) (original kunstner) | Resultat     | Stemmetal |
| ---------- | ------------------ | ------------------------------------------- | ---------- | -------------------------------------------- | ------------ | --------- |
| 1          | Henriette Haubjerg | "Free" (Ultra Naté)                         | 5          | "I Follow Rivers" (Lykke Li)                 | Stemt Videre | 37.673    |
| 2          | Pernille Nordtorp  | "Take My Breath Away" (Berlin)              | 6          | "Habits" (Tove Lo)                           | Stemt ud     | 35.724    |
| 3          | Lucy Mardou        | "Dub Be Good to Me" (Beats International)   | 7          | "Soon We'll Be Found" (Sia)                  | Stemt Videre | 61.209    |
| 4          | Anthony Jasmin     | "Broken Homes" (Tricky featuring PJ Harvey) | 8          | "Hey Love" (Quadron)                         | Stemt Videre | 49.617    |

#### Uge 7 (28. marts)
- Tema: Frit valg; duet med gæsteartist; vindersingle[4]
- Gæsteartist: Carpark North ("Renegade"); Medina ("Jalousi"); Christopher ("Crazy"); Quadron ("Favorite Star"); Kim Cesarion ("I Love This Life")[22]
- Gruppeoptrædener: "All Night" (Icona Pop; fremført af X Factor 2014-finalisterne); "You're the Voice" (John Farnham; X Factor 2014-deltagere)[22]

| Rækkefølge | Artist             | Frit valg (original kunstner) | Rækkefølge | Duet med gæsteartist (artist) | Rækkefølge | Vindersingle | Resultat    | Stemmetal (1. runde) | Stemmetal (2. runde) |
| ---------- | ------------------ | ----------------------------- | ---------- | ----------------------------- | ---------- | ------------ | ----------- | -------------------- | -------------------- |
| 1          | Lucy Mardou        | "Team" (Lorde)                | 4          | "32" (Carpark North)          | 8          | "The Switch" | Andenplads  | 95.279 (38.51%)      | 112.144 (45.60%)     |
| 2          | Anthony Jasmin     | "Time to Pretend" (MGMT)      | 5          | "Told You So" (Christopher)   | 7          | "Do Ya"      | Vinder      | 92.692 (37.46%)      | 133.653 (54,40%)     |
| 3          | Henriette Haubjerg | "Tomorrow" (Niki & The Dove)  | 6          | "Kun for mig" (Medina)        |            |              | Tredjeplads | 59.464 (24.03%)      |                      |

## Afsnit og seertal
Premiereafsnittet af X Factor, den 3. januar 2014, blev set af 1.661.000 danskere. Dette er det næsthøjeste seertal for en X Factor-premiere, kun overgået med 900 seere til premieren på X Factor 2010.
| Dato             | Afsnit        | Seertal hovedprogrammet | Seertal afgørelsen | Kilde  |
| ---------------- | ------------- | ----------------------- | ------------------ | ------ |
| 3. januar 2014   | Auditions     | 1.661.000               |                    | [ 23 ] |
| 10. januar 2014  | Auditions     | 1.708.000               |                    | [ 24 ] |
| 17. januar 2014  | Auditions     | 1.676.000               |                    | [ 25 ] |
| 24. januar 2014  | Superbootcamp | 1.401.000               |                    | [ 26 ] |
| 31. januar 2014  | Bootcamp      | 1.465.000               |                    | [ 27 ] |
| 7. februar 2014  | Bootcamp      | 1.383.000               |                    | [ 28 ] |
| 14. februar 2014 | 1. liveshow   | 1.545.000               | 1.457.000          | [ 29 ] |
| 21. februar 2014 | 2. liveshow   | 1.514.000               | 1.553.000          | [ 30 ] |
| 28. februar 2014 | 3. liveshow   | 1.445.000               | 1.486.000          | [ 31 ] |
| 7. marts 2014    | 4. liveshow   | 1.575.000               | 1.522.000          | [ 32 ] |
| 14. marts 2014   | 5. liveshow   | 1.467.000               | 1.535.000          | [ 33 ] |
| 21. marts 2014   | 6. liveshow   | 1.496.000               | 1.421.000          | [ 34 ] |
| 28. marts 2014   | 7. liveshow   | 1.682.000               | 1.845.000          | [ 35 ] |